# محمية دنقناب
دنقناب محمية طبيعية تقع بولاية البحر الأحمر، شمال مدينة بورتسودان على ساحل البحر الأحمر. تحيط هذه المحمية البحرية بجزيرة مكوار قبالة ساحل البحر الأحمر في ولاية البحر الأحمر وتبعد 120 كلم إلى الشمال من بورتسودان .

## المساحة
تبلغ مساحة المحمية الكلية حوالي (2808) كيلو متر مربع. ويبلغ إجمالي طول الخط الساحلي للمحمية بما في ذلك الخليج وشبه الجزيرة والجزر الرئيسية أكثر من (200) كيلومتر. وتمتد في اتجاه الشمال حوالي (80) كيلومتراً بمحاذاة الساحل.. وتعتبر من أكبر المحميات البحرية والساحلية في منطقة البحر الأحمر . وهي منطقة استيطان لعدد من الأحياء البحرية ومناطق تجمعات موسمية لبعض الأنواع الإحيائية وخاصة بعض السلاحف البحرية وبعض أنواع الطيور . وفي جانبها البري من الناحية الغربية توجد منطقة حاجزة كبيرة في البر الساحلي يتراوح عرضها ما بين (5) كيلومترات إلى (10) كيلومترات. وتقع في إطار هذه المنطقة الحاجزة القريتين الرئيسيتين محمد قول ودنقناب، وفي الناحية الشرقية في الجانب البحري تمتد المحمية ما بين (6) كيلومترات إلى (30) كيلومتراً بعيداً عن الشاطئ مغطية منطقة واسعة من الشعاب المرجانية جنوب شبه جزيرة دنقناب.

## تاريخ المحمية
أُنشأت المحمية البحرية لخليج دنقناب وجزيرة مكور بموجب القرار الجمهوري الصادر بتاريخ الثالث عشر من أكتوبر لسنة (2004) بعد التوصية الخاصة بذلك من السيد وزير الداخلية وموافقة مجلس وزراء ولاية البحر الأحمر بموجب القرار رقم (35/2003) بتاريخ (4/5/2003) وذلك على مساحة قدرها (2808) كيلو متر مربع. وتعتبر ثاني محمية بحرية تم إعلانها في السودان بعد محمية سنقنيب التي تم إعلانها بتاريخ (1يناير 1990).

## مزايا المحمية
تكتسب أهميتها من كونها موطن للعديد من الأنواع النادرة المهددة بالانقراض عالمياً مثل ناقة البحر والمانتاري والقرش الحوتي والسلاحف البحرية وغيرها.
كما أن بها تجمعات ضخمة ومتنوعة من الشّعب المرجانية وهي من المناطق القليلة التي لم تتأثر بدورة الكوارث الكونية وظاهرة الإحتباس الحراري التي قضت على حوالي (16%) من الشّعب المرجانية في العالم . وبذلك فقد اكتسبت محمية خليج دنقناب أهمية كونية وإقليمية بالنظر إليها كواحدة من المناطق المحتملة كملجأ للمرجان نسبة للتغيرات التي تحدث في المناخ العالمي.
تزخر محمية دنقناب بتنوع حيوي فريد إذ يوجد بها عدد من أحزمة الشّعب المرجانية وجزر الكلس المرجاني والجزر الصخرية ومناطق ساحلية رائعة وسهول طينية ورملية وغابات المانجروف والنباتات الملحية والحشائش البحرية القاعية والخلجان.

## سياحة الغطس
تتميّز المحمية بوجود مواقع غطس متعددة تتفاوت أعماقها. ومن أشهر هذه المواقع
- شامبايا .
- ابينقنتون،
- قنال مشاريف .
- انقاروش .
- ميرلو

تتميز مناطق الغطس البحرية بالبحر الأحمر بانعدام التلوث البيئي مقارنة بمناطق الغطس الأخرى في العالم. علاوة على الشواطئ الرملية النظيفة، بجانب وجود عدد من غابات المانجروف حيث تكتسب أهميتها باعتبارها موطناً لكثير من الأحياء البحرية والأسماك الصغيرة والطيور . بالإضافة إلى وجود عدد من الخلجان والمراسي الطبيعية الجميلة مثل خور شنعاب وانكيفال.

## معرض صور
صور أسماك وشعب مرجانية بالمحمية

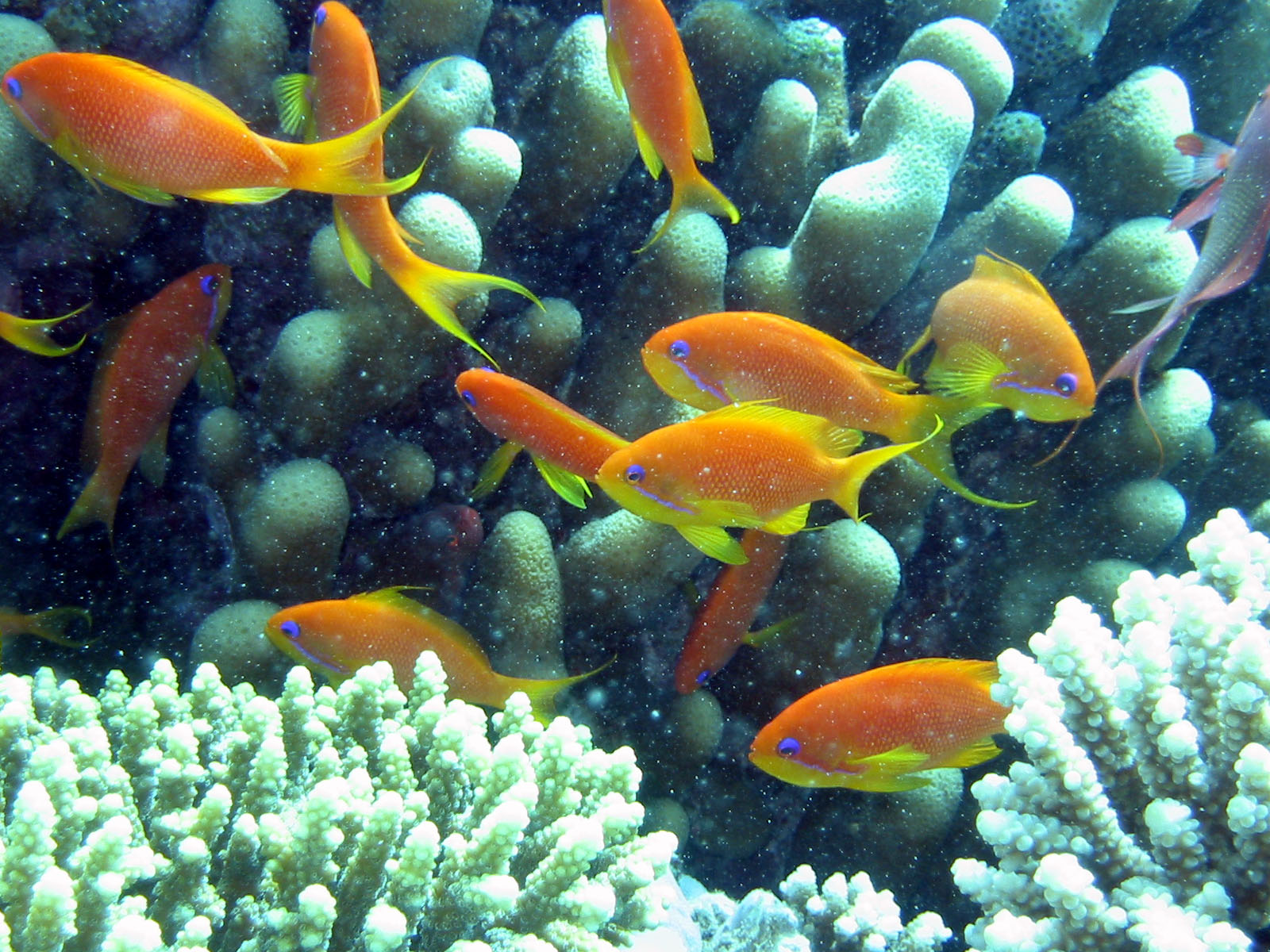
الشعاب المرجانية وأسماك البحر الأحمر الملونة
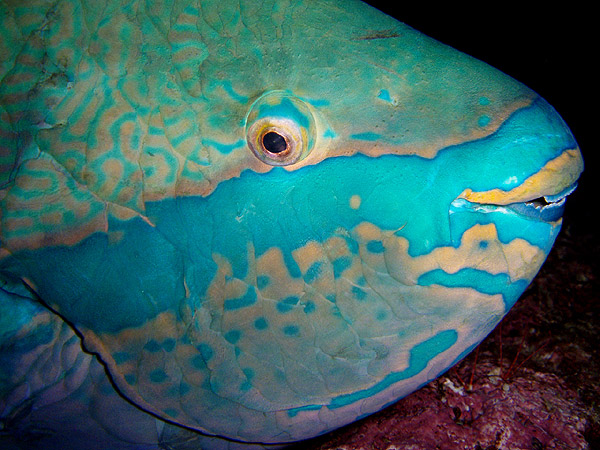
سمكة ببغائية
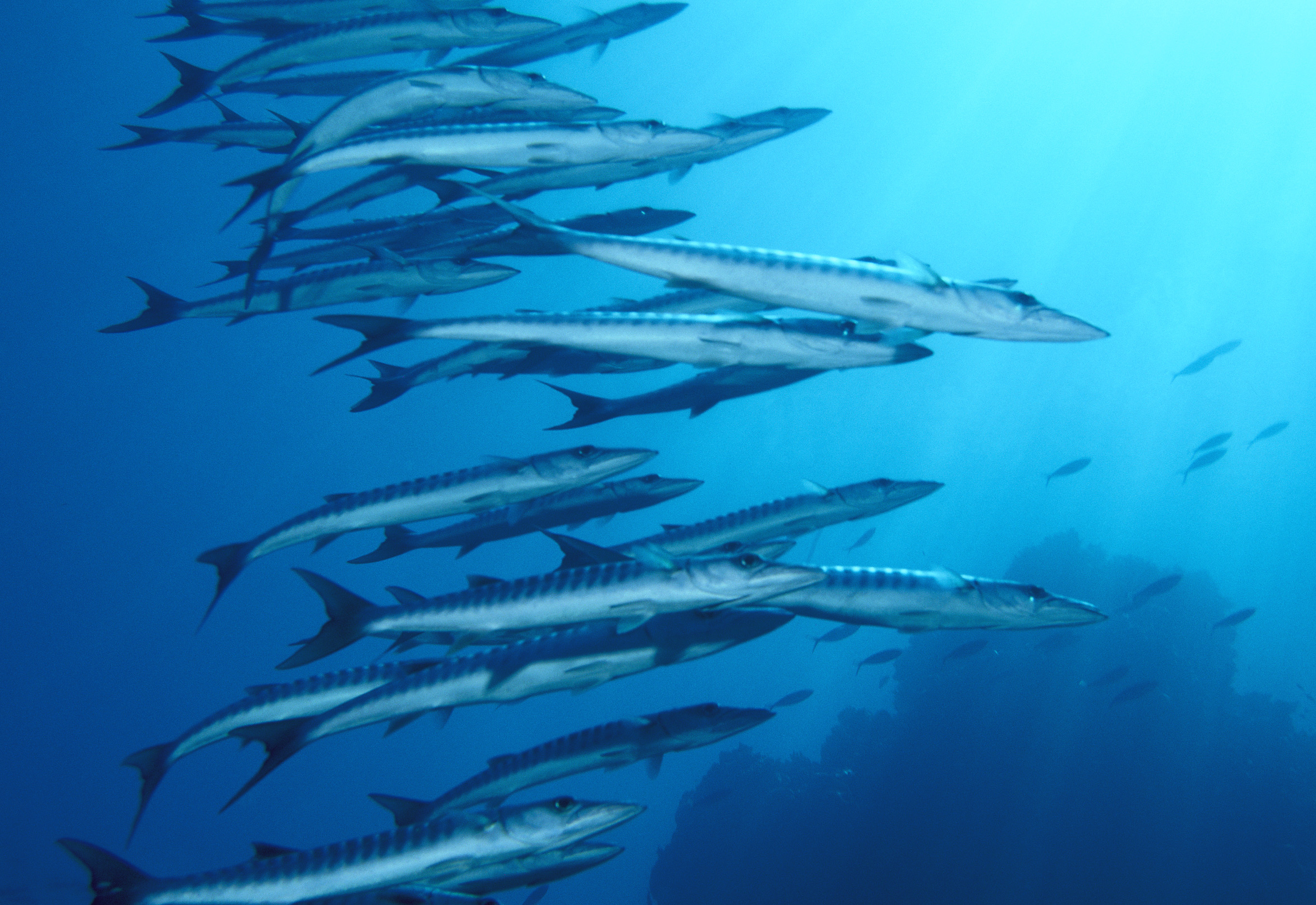
براكودا
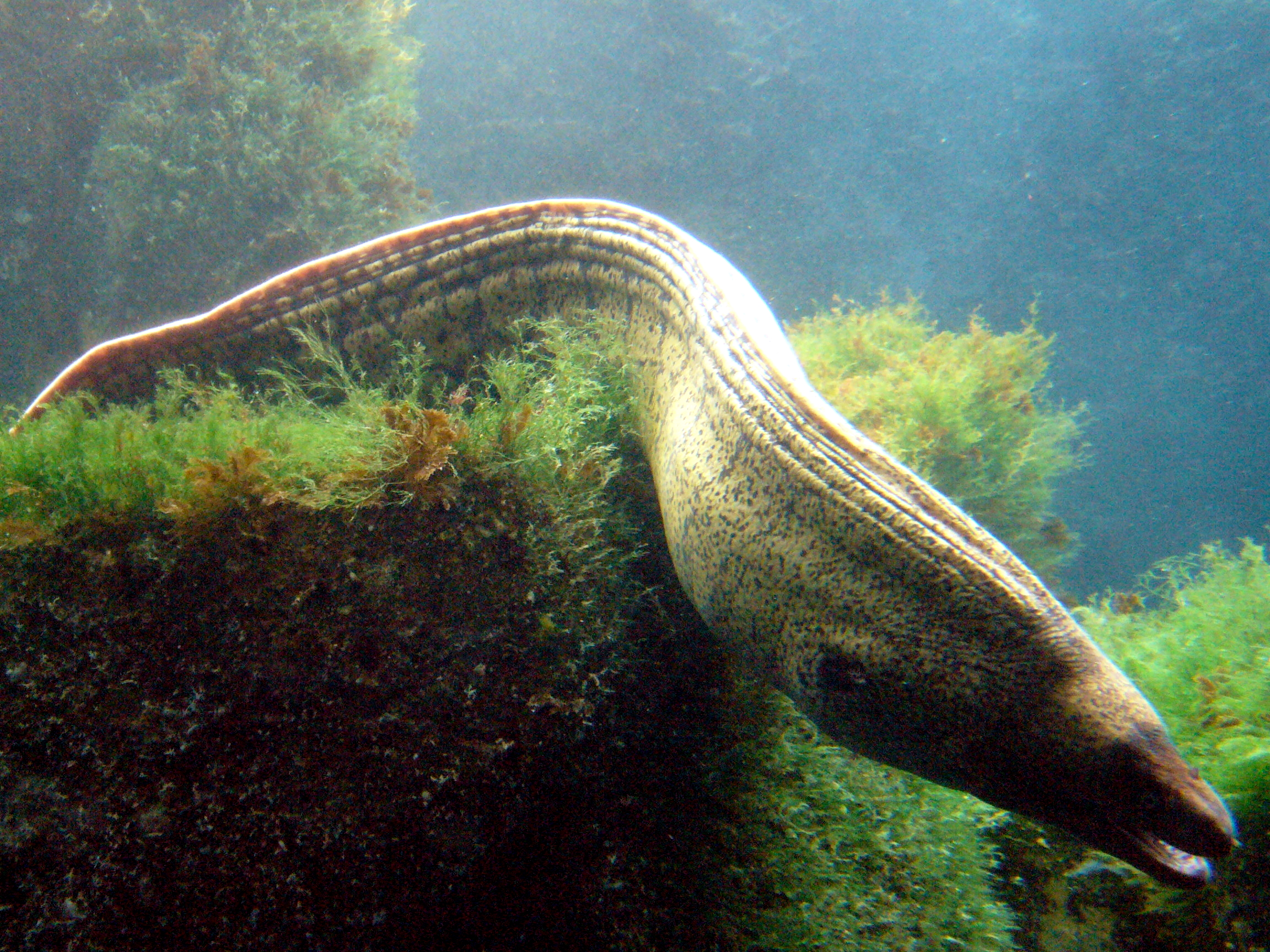
حنكليس
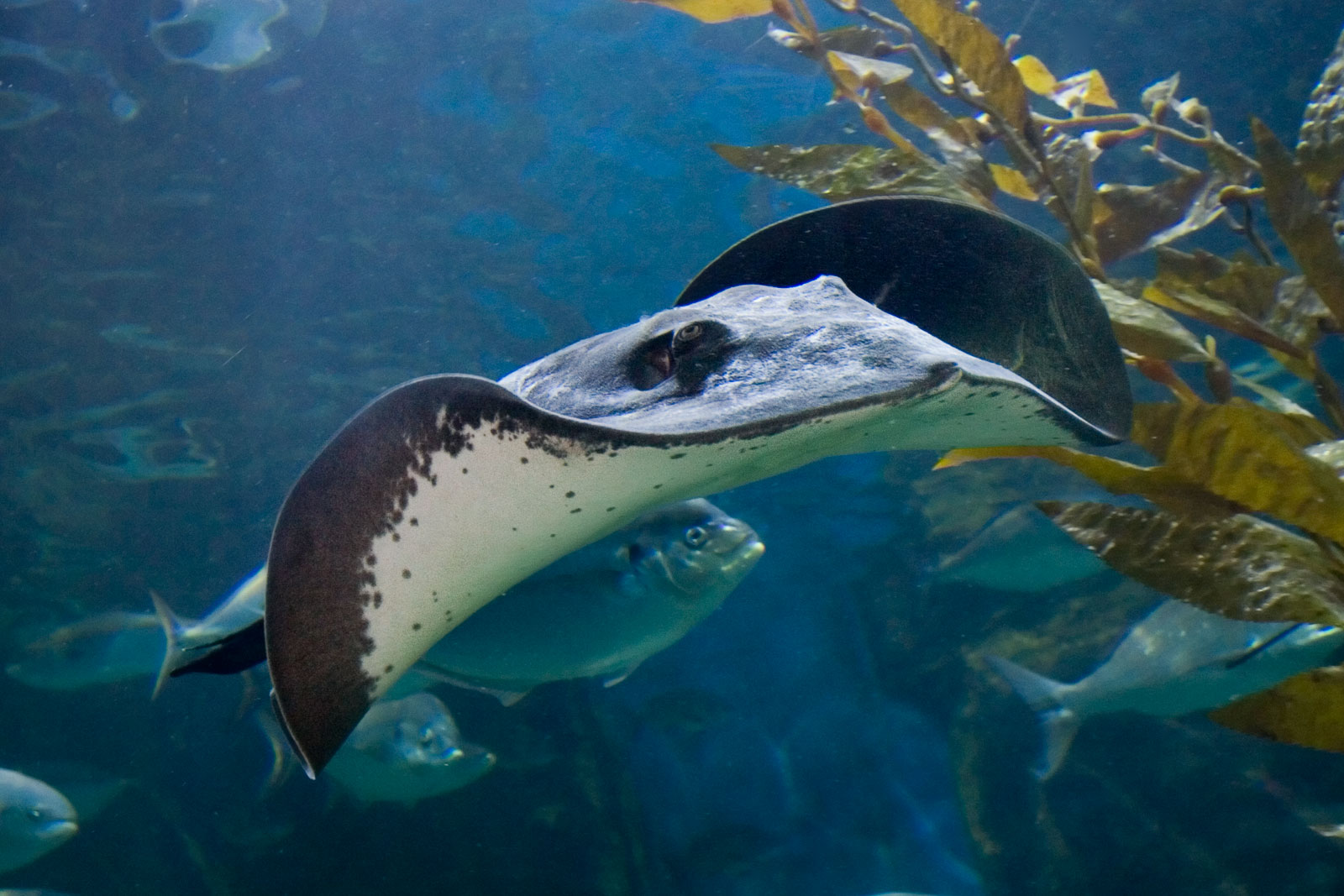
سمك الراي اللاسع
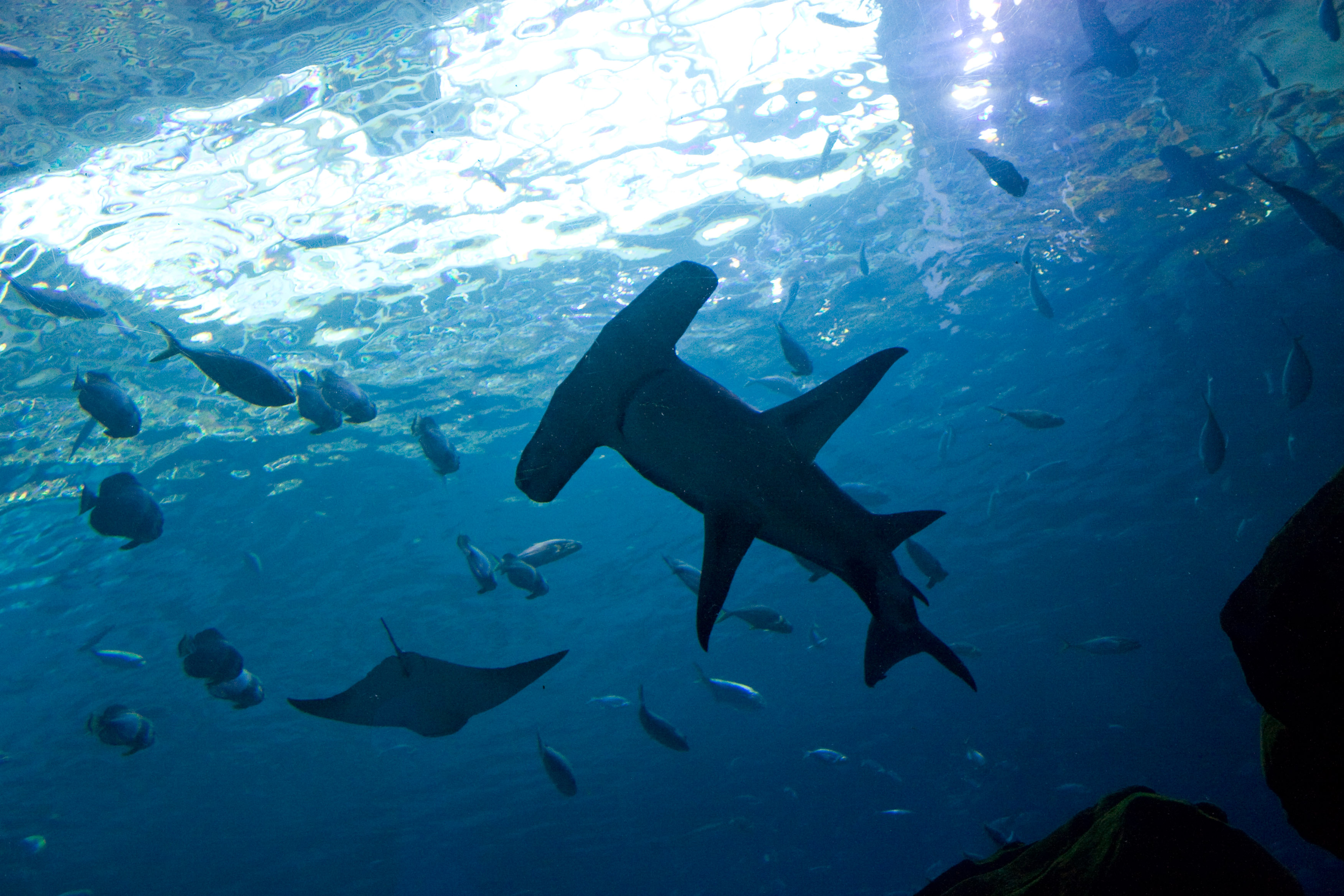
قرش أبو مطرقة العظيم
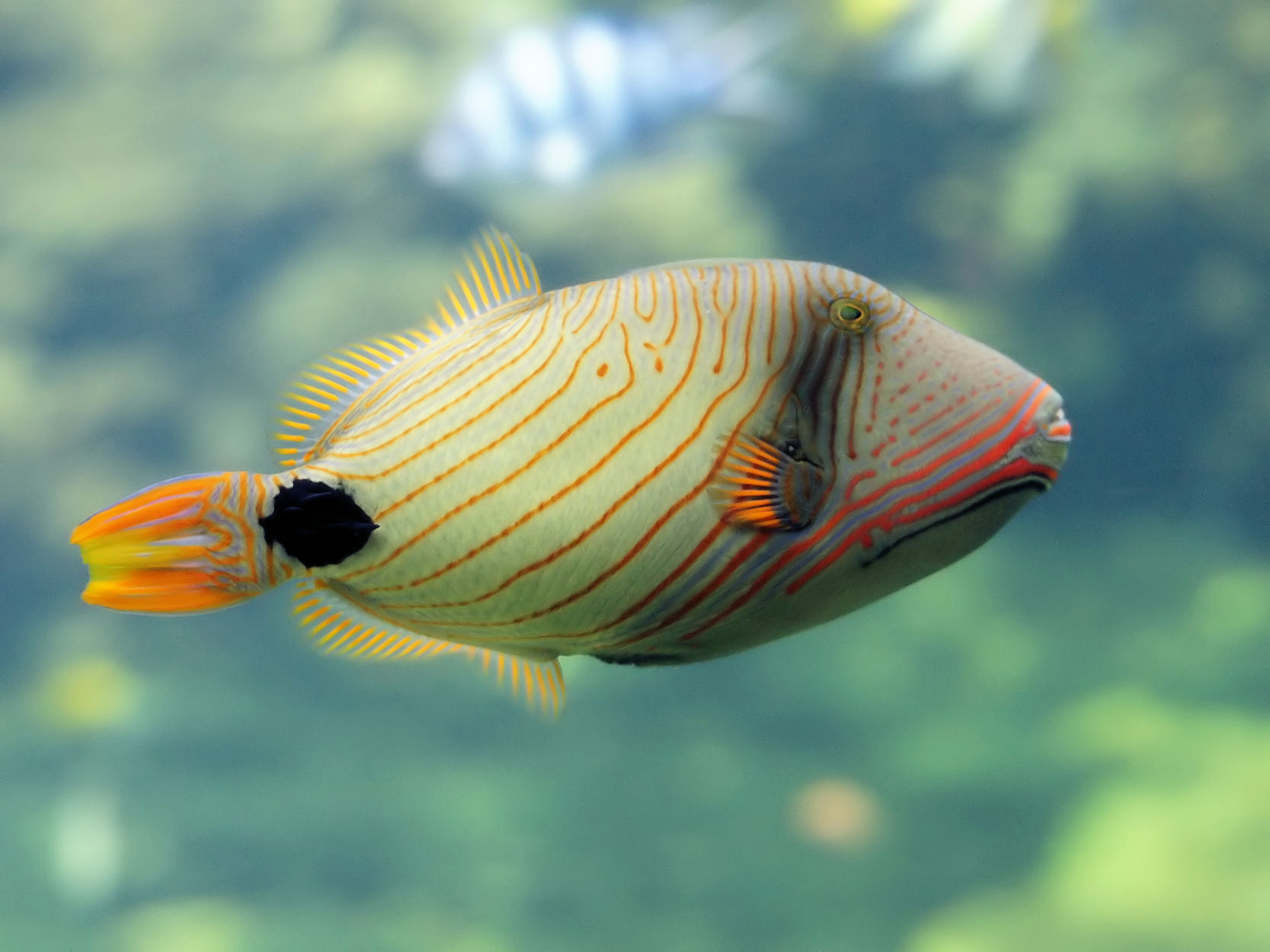
سمك الخطوط البرتقالية